# ميغان شوامب
ميغان «ميغ» إي شوامب (بالإنجليزية: Meg Schwamb) (مواليد 1984) فلكية وعالمة كواكب. تعمل منذ عام 2018 مساعدة في مركز العمليات الشمالية الخص بمرصد جيميني في هيلو، هاواي. ساعدت شوامب في اكتشاف العديد من الأجرام العابرة أمام كوكب نيبتون وتشارك الآن في مشاريع علوم المواطن مثل الكوكب الرابع وصيادي الكواكب.

## السيرة الشخصية

### التعليم
في عام 2006، تخرجت شوامب من جامعة بنسلفانيا حاصلة على بكالوريوس بتقدير امتياز مع مرتبة الشرف في الفيزياء. التحقت بعد ذلك بمعهد كاليفورنيا للتكنولوجيا لدراسة الفيزياء الفلكية حصلت منه على درجة الماجستير عام 2008، وعلى درجة الدكتوراه في عام 2011 بعد مناقشة أطروحتها عن العلوم الكوكبية. عادت مرة أخرى إلى معهد كاليفورنيا للتكنولوجيا لتحضر الدكتوراه الثانية بعنوان «ما بعد سدنا: دراسة النظام الشمسي البعيدة» تحت اشراف مايكل براون.
في الفترة ما بين عام 2010 و 2013، حصلت ميغ على زمالة ما بعد الدكتوراه في جامعة ييل. بينما الفترة ما بين عام 2013- 2016، عملت في معهد علم الفلك والفيزياء الفلكية في الأكاديمية الصينية في تايبيه في جمهورية الصين (تايوان). منذ عام 2016، حصلت على منصب مساعد عالم في مرصد جيميني. يرجع لها الفضل في تأسيس برنامج أستروويبز، تطبيق لحساب دورات التناوب في علوم الفلك.
شاركت شوامب في العديد من مشاريع علوم المواطن، فهي مؤسسة فريق وبرنامج الكوكب الرابع الذي يهدف إلى رسم خرائط للمشجعين الموسميين على القطب الجنوبي للمريخ. تشارك أيضا في برنامج صيادي الكواكب، مشروع يقوم فيه المستخدمون بتحليل البيانات من بعثة الفضاء كيبلر التابعة لوكالة ناسا بهدف استكشاف المزيد من الكواكب الخارجية.

### الجوائز والتكريمات
في عام 2017، حصلت ميغ على وسام كارل ساغان للتميز في الاتصال العام عن دورها في برنامج الكوكب الرابع. في 13 أبريل 2017، تم تسمية كويكب 11814 شوامب المكتشف عام 1981 من مرصد سبرينج بأسمها تكريما لها على مجمل أعمالها وتخليدا لذكراها.

## الأبحاث
تخصصت ميغ في دراسة أشباه سدنا، الأمر الذي ساعدها في اكتشاف العديد من الأجرام العابرة أمام كوكب نيبتون.

### قائمة الكواكب الصغيرة المكتشفة
اكتشفت ميغ أثناء فترة عملها في مركز الكواكب الصغيرة في اكتشاف والمساهمة في اكتشاف 14 كوكبا صغيرا في الفترة ما بين عام 2007- 2010. كما ساهمت في الملاحظات الأولية غير المؤكدة لكل من 2008 ST291، 2012 HG84 و 2012 KU50.
| (187661) 2007 JG43  | 10 مايو 2007   | [A][B] |
| غونغون              | 17 يونيو 2007  | [A][B] |
| (305543) 2008 QY40  | 25 أغسطس 2008  | [A][B] |
| (315530) 2008 AP129 | 11 يناير 2008  | [A]    |
| (382004) 2010 RM64  | 9 سبتمبر 2010  | [B][C] |
| (386096) 2007 PR44  | 7 أغسطس 2007   | [A]    |
| (445473) 2010 VZ98  | 11 نوفمبر 2010 | [B][C] |
| (471196) 2010 PK66  | 14 أغسطس 2010  | [B][C] |
| (471210) 2010 VW11  | 3 نوفمبر 2010  | [B][C] |
| (499522) 2010 PL66  | 14 أغسطس 2010  | [B][C] |

| (504555) 2008 SO266                                                         | 24 سبتمبر 2008 | [A][B] |
| (508338) 2015 SO20                                                          | 8 أكتوبر 2010  |        |
| (523618) 2007 RT15                                                          | 11 سبتمبر 2007 | [A][B] |
| (523629) 2008 SP266                                                         | 26 سبتمبر 2008 | [A][B] |
| بمساعده كل من: A مايكل براون B دافيد لنكولن ربينويتز C سوزان دبليو تورتيلوت |                |        |

## وصلات خارجية
- الموقع الرسمي
- قناة ميغ شوامب على اليوتيوب.
- أبحاث ميغان شوامب- على اليوتيوب.
- كيف نستكشف المريخ- على اليوتيوب.